# Engelbertus de Waal

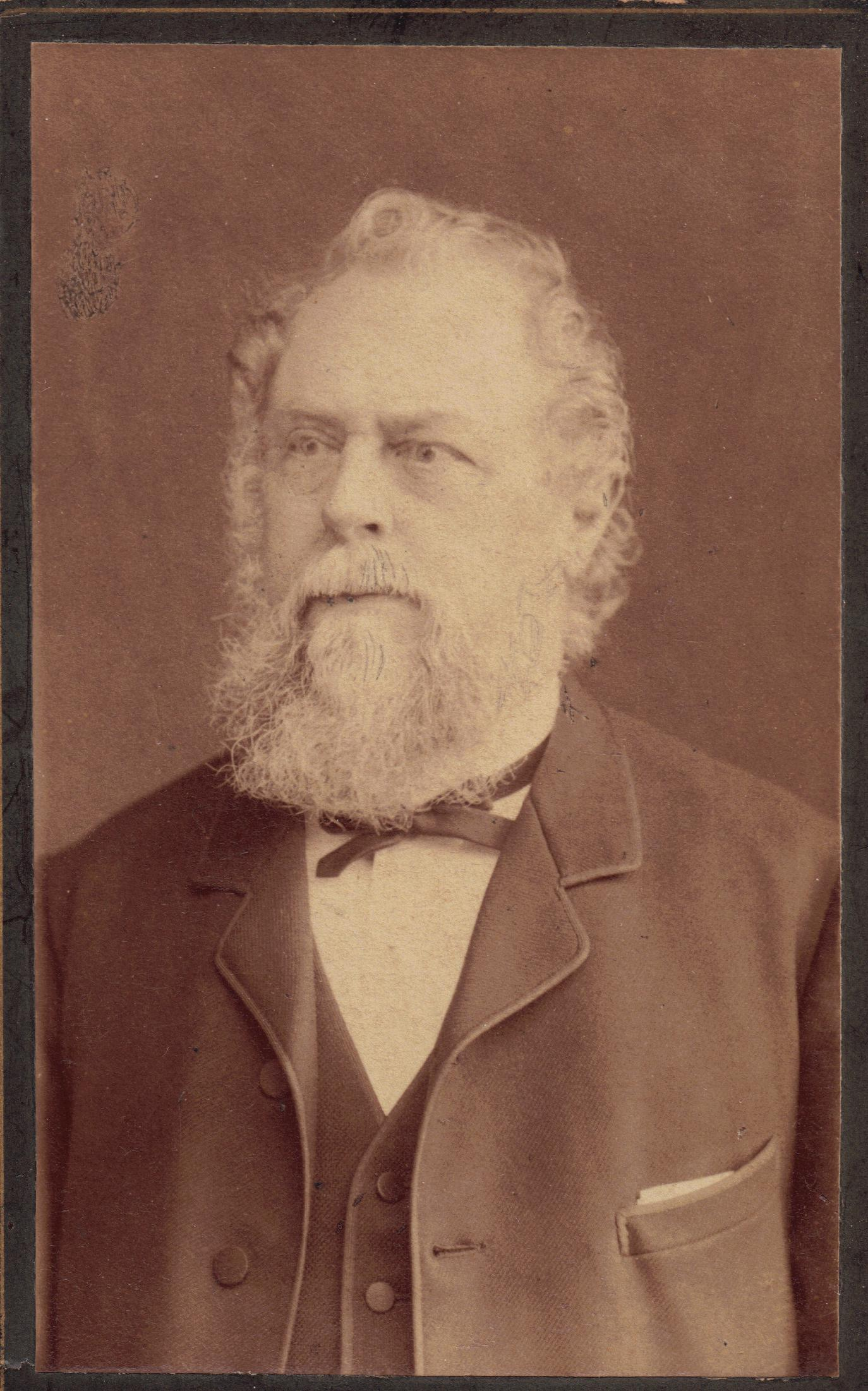
Engelbertus de Waal.

Engelbertus de Waal ('s-Gravenhage, 27 november 1821 - aldaar, 1 juli 1905) was een liberale minister van Koloniën in het kabinet-Van Bosse-Fock van 1868 tot en met 1870, dat onder leiding van Thorbecke was samengesteld. 
Mede dankzij zijn kennis, diplomatieke vaardigheden en tactisch inzicht, werd een wettelijke regeling voor de suikercultures in Nederlands Oost-Indië tot stand gebracht, die het stelsel van gedwongen arbeid door de boeren langzaam voor hen verbeterde, de Suikerwet. Verder werd de Agrarische wet aangenomen waarmee in stappen grondbezit voor de lokale boeren mogelijk werd. Dit maakte een einde aan het Cultuurstelsel in Nederlands-Indië. 

## Biografische schets
Engelbertus de Waal werd op 27 november 1821 in Den Haag geboren als zoon van Johannes Hendrik de Waal, ambtenaar bij de Griffie van de Tweede Kamer en van Engelberta Jacoba de Ruyter. In 1824 vertrok de familie naar Nederlands-Indië waar vader De Waal ambtenaar bij de Algemeen Secretarie werd en van 1926 tot 1835 als rechterhand van de opeenvolgende landvoogden diende, Du Bus de Gisignies, Van den Bosch en Baud. In 1832 vertrok Engelbertus naar Nederland om in Kampen de Latijnse school te volgen. In 1835 keren ook zijn ouders terug.
Engelbertus de Waal werd in 1839 geplaatst als klerk op de Algemene Secretarie in Batavia. In 1840, inmiddels 2e commies geworden, kreeg hij de opdracht om "voorname stukken omtrent de toestand der financiën van Nederlandsch-Indië over de jaren 1816 tot 1825" samen te brengen. Gedurende de volgende jaren was hij oprichter en redacteur van tijdschriften De Kopiist, later Indisch Magazijn geheten, waarin hij regelmatig publiceerde. In 1848 werd De Waal bevorderd tot referendaris bij de Algemene Secretarie en met name belast met het opstellen van een statistisch overzicht voor de begroting van Nederlands-Indië, welke sinds de grondwetsherziening van 1848 door de Tweede Kamer moest worden goedgekeurd. Dit overzicht staat bekend als Administratief Verslag. Drie jaar later, in 1851, werd hij adjunct-secretaris van het gouvernement en vervulde tot 1855 ook verschillende malen het ambt van waarnemend Algemeen Secretaris. In 1856 volgde zijn benoeming tot directeur der Middelen en Domeinen, welke post hij slechts tot 1858 kon bekleden, in dat jaar keerde hij om gezondheidsredenen terug naar Nederland.
In Nederland publiceerde hij in 1859 het boek "Studiën voor ambtenaren in Nederlandsch-Indië", in de jaren daarna gevolgd door talrijke werken, voornamelijk over de financiën en de economie van Nederlands-Indië.
In 1867 werd De Waal gevraagd als minister van Koloniën in het conservatieve kabinet Van Zuylen van Nijevelt, waarvoor hij bedankte. Een jaar later aanvaardde hij dezelfde portefeuille wel in het liberale kabinet Van Bosse-Fock (1868-1871). Hier speelde De Waal een belangrijke rol door de totstandkoming van zijn Agrarische wet en de Suikerwet. De Agrarische wet gaf de beginselen aan tot regeling van het grondbezit en grondgebruik in Nederlands-Indië. De Suikerwet van 1870 beoogde de geleidelijke vervanging van de zogenaamde suikercultuur in Indië door vrije cultures.
Eind 1870 trad De Waal terug als minister van Koloniën en korte tijd later werd zijn Indische begroting door de Eerste Kamer verworpen. Daarna heeft hij geen politieke rol meer gespeeld, hij werkte aan de samenstelling van een groot verzamelwerk over de Indische financiën.
Engelbertus de Waal is op 21 oktober 1847 te Tjandjoer gehuwd met Marie Anne Theodore van de Hucht; het paar kreeg vier kinderen waarvan de oudste, Johan de Waal (1848-1922), als hoogste positie generaal-majoor in het Nederlandse leger was.